# American Sniper
American Sniper (tựa tiếng Việt: Lính bắn tỉa Mỹ) là một bộ phim điện ảnh chính kịch tiểu sử đề tài chiến tranh năm 2014 của Mỹ, do Clint Eastwood làm đạo diễn và Jason Hall viết kịch bản, dựa trên cuốn hồi ký cùng tên của Chris Kyle, Scott McEwen và Jim DeFelice. Nội dung phim xoay quanh cuộc đời của Kyle, người được mệnh danh là tay thiện xạ nguy hiểm nhất trong lịch sử quân đội Hoa Kỳ khi hạ sát 255 tên địch trong bốn lần đi đến chiến trường Iraq, 160 trường hợp trong số đó đã được Bộ Quốc phòng chính thức xác nhận. Trong khi Kyle được ca tụng vì những thành tích trong quân ngũ, thì những lần anh thực hiện nghĩa vụ đã gây ảnh hưởng nặng nề đến cuộc sống cá nhân và gia đình mình. Tác phẩm do Eastwood, Robert Lorenz, Andrew Laza, Bradley Cooper và Peter Morgan đồng sản xuất, với sự góp mặt của các diễn viên Cooper, Sienna Miller, Luke Grimes, Jake McDorman, Cory Hardrict, Kevin Lacz, Navid Negahban cùng Keir O'Donnell.
Buổi ra mắt đầu tiên trên thế giới của American Sniper được tổ chức vào ngày 11 tháng 11 năm 2014 tại Liên hoan Viện phim Mỹ, kế đó là bản chiếu rạp giới hạn tại Hoa Kỳ vào ngày 25 tháng 12 năm 2014 trước khi phát hành rộng rãi vào ngày 16 tháng 1 năm 2015. Bộ phim đã trở thành một bom tấn phòng vé khi thu về hơn 547 triệu USD trên toàn thế giới, qua đó trở thành tác phẩm điện ảnh có doanh thu cao nhất năm 2014 tại Hoa Kỳ (350 triệu USD), phim chiến tranh có doanh thu cao nhất mọi thời đại (chưa tính lạm phát) và là bộ phim ăn khách nhất của Eastwood từ trước đến nay.
American Sniper đã nhận được rất nhiều đánh giá tích cực từ giới chuyên môn, với những lời khen ngợi dành cho diễn xuất của Cooper cùng khâu chỉ đạo của Eastwood, mặc dù tác phẩm đã làm dấy lên một số tranh cãi về việc lột tả Chris Kyle cũng như cuộc chiến ở Iraq. Tại Lễ trao giải Oscar lần thứ 87, Lính bắn tỉa Mỹ được xướng tên với sáu đề cử, bao gồm Phim hay nhất, Kịch bản chuyển thể xuất sắc nhất cùng Nam diễn viên chính xuất sắc nhất cho Cooper, cuối cùng đã mang về tượng vàng ở hạng mục Biên tập âm thanh xuất sắc nhất.

## Nội dung
Sinh ra và lớn lên ở vùng Texas khô khốc, Chris Kyle đã được cha dạy cách cầm súng và săn hươu. Nhiều năm sau, Kyle trở thành một tay cao bồi rodeo chính hiệu. Vào một lần, khi quay trở về nhà sớm hơn thời gian dự kiến, Chris Kyle bắt gặp bạn gái mình đang ân ái với một người đàn ông khác. Sau khi bảo cô ấy rời đi, anh nghiền ngẫm chuyện đó với em trai mình và rồi nhìn thấy bản tin về vụ đánh bom đại sứ quán Hoa Kỳ năm 1998. Lúc ấy, Kyle quyết định gia nhập vào quân chủng Hải quân hòng phục vụ tổ quốc. Anh có đủ điều kiện để được đào tạo đặc biệt và trở thành lính bắn tỉa của SEAL.
Kyle tình cờ gặp Taya Studebaker tại một quán bar rồi hai người sớm nảy nở tình cảm và kết hôn một thời gian sau đó. Anh được điều đến Iraq sau khi vụ tấn công ngày 11 tháng 9 xảy ra. Nạn nhân đầu tiên của Kyle là một phụ nữ cùng một cậu bé, khi họ định tấn công Thủy quân lục chiến Hoa Kỳ bằng một quả lựu đạn chống tăng RKG-3 do Nga sản xuất. Kyle rõ ràng là rất khó chịu vì trải nghiệm này, nhưng sau đó anh đã được đặc biệt danh là "Huyền thoại" vì nhiều thành tích hạ sát kẻ địch. Khi nhận nhiệm vụ trừ khử kẻ cầm đầu của Al-Qaeda, Abu Musab al-Zarqawi, Chris Kyle thẩm vấn một gia đình và rồi người cha đã tiết lộ cho anh thông tin về "Đồ tể", chỉ huy thứ hai sau al-Zarqawi. Kế hoạch trở nên đổ bể khi Đồ tể bắt giữ hai cha con ông ta và giết họ, trong khi Kyle thì không tài nào di chuyển nổi dưới ống ngắm của một tay bắn tỉa chuyên nghiệp. Hắn ta tên là Mustafa và đến từ Syria, đồng thời cũng từng giật huy chương tại kỳ Thế vận hội. Vì mỗi viên đạn mà Kyle bắn ra đều là mối hiểm họa khôn lường đối với quân nổi dậy, thế nên chúng đã đưa ra một khoản tiền hậu hĩnh hòng lấy được cái đầu của Kyle.
Kyle trở về nhà với vợ cùng đứa con trai vừa mới chào đời. Anh bị phân tâm bởi những ký ức về chiến trường, cũng như sự quan tâm của Taya dành cho anh, rằng cô mong muốn Kyle tập trung vào ngôi nhà và gia đình mình.
Chris Kyle đến chiến trường Iraq lần thứ hai và được thăng chức lên Trung sĩ. Trong lúc tham gia vào một cuộc đấu súng với Đồ tể, anh đã góp phần tiêu diệt hắn ta. Khi trở về nhà với đứa con gái mới sinh, Kyle ngày càng xa lánh gia đình. Trong đợt chiến đấu thứ 3, Mustafa bắn trọng thương một thành viên của đơn vị là Ryan "Biggles" Job, và đơn vị được sơ tán trở lại căn cứ. Khi họ quyết định quay lại trận địa và tiếp tục sứ mệnh thì một lính SEAL khác là Marc Lee thiệt mạng khi lãnh một loạt đạn vào người.
Mặc cảm tội lỗi đã đè nặng Kyle và buộc anh phải đến Iraq lần thứ tư, trong khi Taya bộc bạch với chồng mình rằng cô có thể sẽ không còn ở đó khi anh trở về. Lúc quay lại Iraq, Kyle bàng hoàng khi biết tin Biggles đã chết trong lúc phẫu thuật; điều đó càng góp phần làm cho ngọn lửa trong con người Kyle bùng cháy hơn, thúc giục anh phải tiêu diệt bằng được kẻ chịu trách nhiệm cho những tội ác này. Được giao nhiệm vụ tiêu diệt Mustafa, kẻ đã phục kích các kỹ sư chiến đấu của Lục quân Hoa Kỳ lúc họ đang xây dựng một rào chắn, đội bắn tỉa của Kyle được bố trí trên tầng thượng của một ngôi nhà nằm trong lòng địch. Kyle phát hiện ra Mustafa và kết liễu hắn ta bằng một phát súng mạo hiểm cách mục tiêu khoảng 2.100 thước Anh (1.920 m), tuy nhiên tiếng súng nổ đã đánh động nhiều tên phiến loạn có vũ trang. Giữa cuộc đấu súng khốc liệt và khi lượng đạn dần cạn kiệt, Kyle rơi nước mắt gọi điện cho Taya rồi nói với cô rằng anh đã sẵn sàng trở về nhà. Lúc đó, một cơn bão cát bất ngờ xuất hiện đã tạo điều kiện cho cả nhóm tẩu thoát, thế nhưng Kyle bị trúng đạn và suýt bị bỏ lại phía sau.
Sau khi Kyle trở lại nước Mỹ, anh đã gặp khó khăn và không thể thích nghi hoàn toàn với cuộc sống thường dân. Chàng lính bắn tỉa được một bác sĩ tâm lý thuộc Bộ Cựu chiến binh (VA) hỏi rằng liệu anh có bị ám ảnh bởi tất cả những điều anh đã làm trong chiến tranh hay không. Khi Kyle thổ lộ rằng "tất cả những người mà [anh] không thể cứu sống" đã ám ảnh anh, thì vị bác sĩ khuyến khích Kyle giúp đỡ những cựu binh bị thương nặng trong bệnh viện VA. Sau đó, Kyle bắt đầu làm quen với cuộc sống gia đình, đồng thời nỗi đau trong lòng anh cũng vơi đi phần nào.
Nhiều năm sau, vào ngày 2 tháng 2 năm 2013, Kyle nói lời tạm biệt với vợ và gia đình khi anh rời đi để giúp đỡ một cựu binh tại trường bắn. Nhưng, chàng lính bắn tỉa không ngờ rằng đó chính là ngày cuối cùng trong cuộc đời anh. Bộ phim hiện lên một dòng chữ trên màn hình với nội dung: "Chris Kyle đã bị giết vào ngày hôm đó bởi một cựu binh mà anh ấy đang cố gắng giúp đỡ", tiếp theo là đoạn phim lưu trữ về đám đông đứng dọc đường cao tốc để tổ chức tang lễ cho anh. Rất nhiều người đã tham dự lễ tưởng niệm Chris Kyle để truy ân con người được mệnh danh là "Huyền thoại".

## Diễn viên
- Bradley Cooper vai Chris Kyle[9]
- Sienna Miller vai Taya Kyle[10]
- Luke Grimes vai Marc Lee[11]
- Jake McDorman vai Ryan "Biggles" Job[12]
- Cory Hardrict vai "D"/Dandridge[13]
- Kevin "Dauber" Lacz vai chính anh[14]
- Navid Negahban vai Sheikh Al-Obodi[15]
- Keir O'Donnell vai Jeff Kyle
- Kyle Gallner vai Goat-Winston[16]
- Sam Jaeger vai Đại úy Martens[17]
- Sammy Sheik vai Mustafa, một nhân vật phần nào dựa trên tay súng Iraq Juba[18]
- Mido Hamada vai "Đồ tể", một nhân vật có thể được phỏng theo Abu Deraa[19]
- Eric Close vai Đặc vụ Cơ quan tình báo quốc phòng Snead[15]
- Eric Ladin vai Squirrel[15]
- Ben Reed vai Wayne Kyle
- Brian Hallisay vai Đại úy Gillespie
- Tim Griffin vai Đại tá Gronski
- Chance Kelly vai Trung tá Jones
- Elise Robertson vai Deby Kyle
- Marnette Patterson vai Sara
- Cole Konis vai Chris Kyle trẻ
- Leonard Roberts vai Huấn luyện viên Rolle
- Luke Sunshine vai Jeff Kyle trẻ
- Max Charles vai Colton Kyle[20]
- Troy Vincent vai Mục sư
- Vincent Selhorst-Jones vai Thương binh bên chiếc xe tải (Eddie Ray Routh)

## Sản xuất

### Phát triển

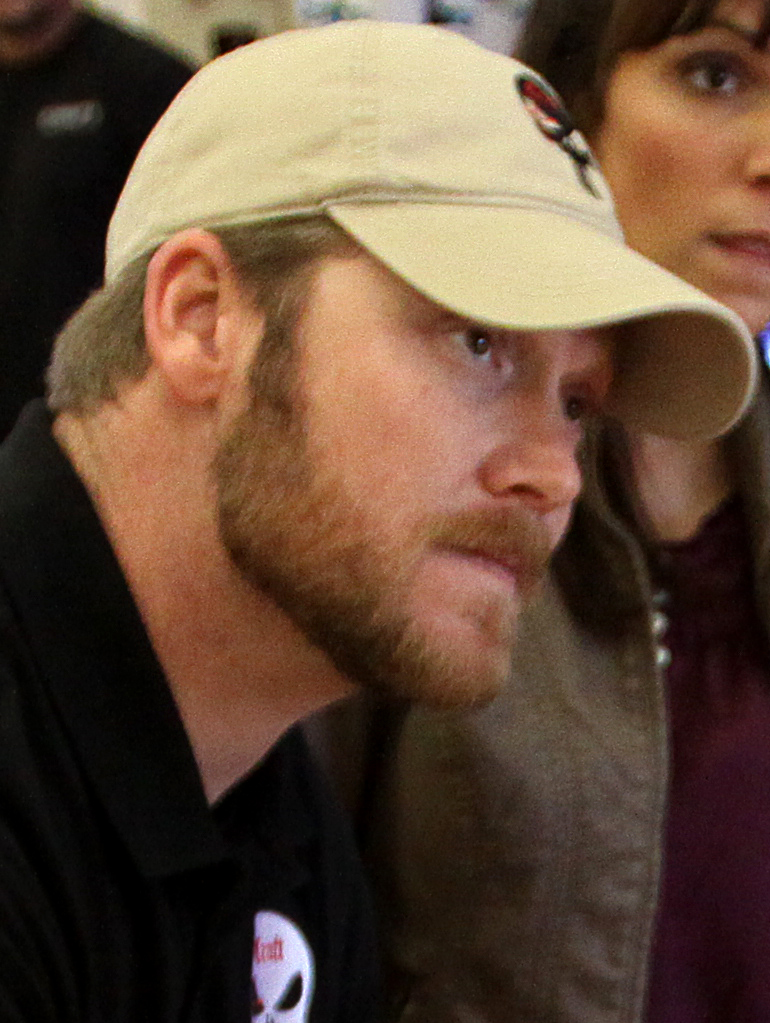
Chris Kyle vào năm 2012

Vào ngày 24 tháng 5 năm 2012, có thông báo rằng hãng phim Warner Bros. (WB) đã mua lại bản quyền cuốn sách, trong đó họ dự tính sẽ cho Bradley Cooper đảm nhiệm vai trò sản xuất và đóng chính trong bộ phim chuyển thể. Cooper từng nghĩ đến việc Chris Pratt sẽ thế vai anh, nhưng WB chỉ đồng ý mua bản quyền nếu như Cooper chấp nhận sắm vai Kyle. Tháng 9 năm 2012, David O. Russell bày tỏ rằng ông quan tâm đến việc đạo diễn bộ phim. Hôm 2 tháng 2 năm 2013, Chris Kyle cùng một cựu binh khác bị sát hại tại trường tập bắn. Vào ngày 2 tháng 5 năm 2013, có thông báo cho rằng Steven Spielberg sẽ đích thân chỉ đạo tác phẩm. Spielberg đã đọc cuốn sách của Kyle, mặc dù vị đạo diễn muốn gieo rắc vào kịch bản nhiều tình tiết xung đột nội tâm hơn, sao cho nhân vật "tay bắn tỉa của đối phương" có thể đóng vai trò là một xạ thủ phe nổi dậy đang cố gắng truy lùng và tiêu diệt Kyle. Sáng kiến của Spielberg đã góp phần phát triển một kịch bản phim dài gần 160 trang. Do hạn chế về ngân sách của WB nên Spielberg cảm thấy ông sẽ không thể nào đưa ý tưởng của mình lên màn ảnh được. Ngày 5 tháng 8 năm 2013, Spielberg rời khỏi dự án. Vào ngày 21 tháng 8 năm 2013, có thông tin cho biết Clint Eastwood sẽ thay thế Steven Spielberg và ngồi vào ghế đạo diễn.

### Tuyển vai
Ngày 14 tháng 3 năm 2014, Sienna Miller gia nhập vào dàn diễn viên của phim. Vào ngày 16 tháng 3 năm 2014, Kyle Gallner được tuyển chọn, cũng như Cory Hardrict vào ngày 18 tháng 3 năm 2014. Ngày 20 tháng 3 năm 2014, Navid Negahban, Eric Close, Eric Ladin, Rey Gallegos và Jake McDorman lần lượt gia nhập dự án, tiếp đến là Luke Grimes cùng Sam Jaeger vào ngày 25 tháng 3 năm 2014. Kevin Lacz, một cựu Navy SEAL, cũng được chọn và đảm nhiệm vai trò cố vấn kỹ thuật. Một cựu Navy SEAL khác là Joel Lambert cũng tham gia bộ phim và thủ vai một lính bắn tỉa thuộc lực lượng Delta.  Vào hôm 3 tháng 6, Max Charles chính thức tham gia bộ phim để hóa thân thành con trai của Kyle, Colton Kyle.

### Quay phim
Bộ phim chính thức khởi quay vào ngày 31 tháng 3 năm 2014 tại Los Angeles; ngoài ra còn được ghi hình ở Maroc. Vào ngày 23 tháng 4, Los Angeles Times đưa tin rằng quá trình quay phim 10 ngày (với bối cảnh là một ngôi làng ở Afghanistan) đã khởi động tại Trang trại phim Blue Cloud thuộc khu vực Santa Clarita. Ngày 7 tháng 5, đội ngũ làm phim đã ghi hình tại El Centro; họ cũng tận dụng một nhà máy sữa để tân trang thành nhà máy chà là bỏ hoang mà quân nổi dậy tấn công từ mọi phía ở cảnh cao trào của tác phẩm. Cảnh bến tàu và quán bar được quay tại Seal Beach, California.
Nhà quay phim Tom Stern đã thu hình bộ phim bằng máy quay kỹ thuật số Arri Alexa XT cùng ống kính 
anamorphic Panavision C-, E- và G-Series. Đây là tác phẩm điện ảnh thu hình kỹ thuật số thứ hai của Eastwood, sau Jersey Boys.

### Âm nhạc
American Sniper không hề có bất kỳ bản nhạc nào trong phần danh đề của phim. Clint Eastwood, người từng soạn nhạc nền cho hầu hết các tác phẩm của mình kể từ Mystic River (2003), được xem là tác giả của đoạn "Taya's Theme". Joseph S. DeBeasi cũng được ghi nhận là người viết phần nhạc bổ sung kiêm biên tập âm nhạc. Bên cạnh đó, một số ca khúc còn xuất hiện trong phim, chẳng hạn như "Someone Like You" của Van Morrison, được chơi trong cảnh đám cưới, cũng như bản "The Funeral" của Ennio Morricone.

## Đón nhận

### Doanh thu
American Sniper đã thu về 350,1 triệu USD ở Bắc Mỹ cùng 197 triệu USD ở các vùng lãnh thổ khác, với tổng doanh thu trên toàn thế giới là 547,1 triệu USD. Có thể nói đây là một con số cực kỳ thành công nếu so sánh với với khoản vốn bỏ ra là khoảng 58 triệu USD. Khi tính toán tất cả các khoản chi phí và doanh thu, Deadline Hollywood ước tính rằng bộ phim có lợi nhuận 243 triệu USD, qua đó trở thành tác phẩm điện ảnh thành công thứ hai trong năm 2014, chỉ sau Transformers 4: Kỷ nguyên hủy diệt của hãng Paramount. Trên toàn thế giới, đây là phim chiến tranh có doanh thu cao nhất mọi thời đại (phá vỡ kỷ lục của Giải cứu binh nhì Ryan) đồng thời còn là tác phẩm ăn khách nhất của Eastwood cho đến nay. Ngoài ra, đây cũng là bộ phim xếp hạng R thứ bảy thu về hơn 500 triệu USD.

#### Bắc Mỹ
Đối với khu vực Bắc Mỹ, đây là phim có doanh thu cao nhất năm 2014, tác phẩm đề tài chiến tranh có doanh thu cao nhất nếu không tính lạm phát (và nếu điều chỉnh theo lạm phát, tác phẩm đứng sau Giải cứu binh nhì Ryan với con số 379 triệu USD), phim xếp hạng R thành công thứ tư (sau The Passion of the Christ, Deadpool và Deadpool 2), bộ phim ăn khách thứ tư của của Warner Bros. (xếp sau Kỵ sĩ bóng đêm, Kỵ sĩ bóng đêm trỗi dậy cùng Harry Potter và Bảo bối Tử thần – Phần 2), cũng như tác phẩm điện ảnh được đề cử Giải Oscar cho Phim hay nhất có doanh thu cao thứ tám (sau Avatar, Titanic, Chiến tranh giữa các vì sao 4: Niềm hi vọng mới, E.T. Sinh vật ngoài hành tinh, Câu chuyện đồ chơi 3, Chúa tể những chiếc nhẫn: Sự trở lại của nhà vua cùng Chúa tể những chiếc nhẫn: Hai tòa tháp). American Sniper trở thành bộ phim Warner Bros. thứ bảy cán mốc 300 triệu USD ở Hoa Kỳ/Canada, đồng thời là phim thứ 50 đạt được thành tựu này. Tác phẩm có doanh thu bằng tất cả các phim được đề cử giải Phim hay nhất năm đó cộng lại. Vào ngày 8 tháng 3 năm 2015, American Sniper đã đánh bại The Hunger Games: Húng nhại – Phần 1 để trở thành bộ phim ăn khách nhất trong năm 2014, qua đó trở thành phim xếp hạng R đầu tiên (kể từ Giải cứu binh nhì Ryan) ngoài ra cũng là tác phẩm phi thương hiệu đầu tiên (kể từ Avatar) đứng đầu bảng xếp hạng cuối năm.
American Sniper ra mắt lần đầu tại Liên hoan AFI vào ngày 11 tháng 11 năm 2014, ngay sau buổi chiếu Selma tại Rạp Grauman's Egyptian ở Los Angeles. Ở Bắc Mỹ, bộ phim được phát hành giới hạn vào ngày 25 tháng 12 năm 2014, trình chiếu tại bốn rạp - hai rạp ở New York, một ở Los Angeles và một ở Dallas - và thu về 610,000 USD trong tuần đầu công chiếu (850,000 USD nếu tính cả Lễ Giáng sinh), trung bình là 152,500 USD mỗi rạp, mở màn ở vị trí thứ 22. Vào tuần tiếp theo, tác phẩm mang về 676.909 USD khi chiếu tại cùng địa điểm, với con số trung bình là 169.277 USD mỗi rạp. Đây là mức trung bình cuối tuần cao thứ hai đối với một bộ phim người thật đóng (trước đó là Moulin Rouge! năm 2001). American Sniper nắm giữ kỷ lục cho tác phẩm có số lần xuất hiện nhiều nhất trong bảng xếp hạng 20 Top Weekend Theater Averages với 3 vị trí (#12, #14 và #17). Tác phẩm đã gom về tổng cộng 3,4 triệu USD từ việc phát hành giới hạn ba lần trong những ngày cuối tuần.
American Sniper bắt đầu ra mắt rộng rãi trên khắp các cụm rạp Bắc Mỹ vào ngày 16 tháng 1 năm 2015 (các suất chiếu tối thứ Năm khởi động lúc 7:00 tối). Phim lập kỷ lục mở màn đêm thứ Năm cao nhất mọi thời đại đối với một bộ phim chính kịch xếp hạng R, với con số 5,3 triệu đô la (trước đó do Sống sót nắm giữ). Tác phẩm đứng đầu phòng vé trong ngày đầu công chiếu, thu về 30,5 triệu USD (bao gồm cả bản xem trước tối thứ Năm) từ 3.555 rạp chiếu, lập kỷ lục cho bộ phim có doanh thu hai lần mở màn cao nhất tháng 1 (trước đó do Thảm họa diệt vong nắm giữ) và doanh số phòng vé trong một ngày cao nhất (từng được dẫn dầu bởi Avatar). Trong ba ngày khởi chiếu truyền thống, American Sniper đã mang về 89,2 triệu USD, cao gấp đôi so với dự kiến, đồng thời phá vỡ kỷ lục về doanh thu mở màn lớn nhất trong tháng 1 (trước đó do Ride Along nắm giữ) và là phim mở màn vào mùa đông thành công nhất, ngoài ra cũng là tác phẩm mở màn ăn khách nhất của Eastwood với cương vị đạo diễn (vượt qua tác phẩm Gran Torino do ông chỉ đạo). American Sniper đã thiết lập nhiều kỷ lục, bao gồm doanh thu dịp cuối tuần cao nhất đối với một bộ phim chính kịch (trước đó là The Passion of the Christ), màn ra mắt thành công thứ hai đối với một bộ phim đề cử Giải Oscar cho Phim hay nhất (sau Câu chuyện đồ chơi 3), màn ra mắt thành công thứ nhì đối với phim xếp hạng R (sau Ma trận: Tái nạp) cũng như màn ra mắt lớn thứ ba đối với một tác phẩm không phải truyện tranh, phi giả tưởng/khoa học viễn tưởng (sau Fast & Furious 7 và Fast & Furious 6). Tác phẩm cũng lập kỷ lục mở màn IMAX tháng Giêng và kỷ lục cuối tuần với 10,6 triệu USD (trước đó do Avatar nắm giữ vào cuối tuần thứ tư), cùng kỷ lục mở màn IMAX đối với tác phẩm xếp hạng R (trước đó do Hành trình đến hành tinh chết nắm giữ). Phim thu về 107,2 triệu USD trong bốn ngày Martin Luther King cuối tuần, lập kỷ lục cho một bộ phim hạng R có tổng doanh thu bốn ngày cao nhất.
Trong dịp cuối tuần thứ hai, American Sniper đã mở rộng đến 3.705 rạp, qua đó trở thành bộ phim xếp hạng R được trình chiếu nhiều thứ nhì (sau chính tác phẩm). Phim đã thu về khoảng 64,6 triệu USD trong dịp cuối tuần thứ hai, chỉ giảm 28% — và lập kỷ lục cho tác phẩm có độ trụ rạp thành công thứ hai từ trước đến nay (cho những phim với doanh thu tuần đầu hơn 85 triệu USD), cũng như đứng thứ tám trong danh sách các phim có doanh số phòng vé dịp cuối tuần thứ hai cao nhất. Chỉ trong 10 ngày công chiếu, tác phẩm đã vượt mặt Trân Châu Cảng (198,5 triệu USD) để trở thành phim chiến tranh có doanh thu cao thứ nhì tại khu vực Bắc Mỹ. Vào cuối tuần thứ hai, Box Office Mojo đã thông báo rằng American Sniper đang chuẩn bị trở thành bộ phim ăn khách nhất năm 2014 ở Bắc Mỹ, khi ấy The Hunger Games: Húng nhại – Phần 1 đang thống trị phòng vé với số tiền 334 triệu USD, đánh dấu sự suy giảm chậm rãi cũng như khả năng trụ rạp của tác phẩm. American Sniper trở thành phim IMAX có doanh thu cao nhất trong tháng 1 với 18,8 triệu đô la từ 333 rạp định dạng IMAX. Vào thứ Năm (29 tháng 1, 2015) – 35 ngày sau khi phát hành lần đầu, bộ phim đã đánh bại Giải cứu binh nhì Ryan (216,5 triệu USD) rồi leo lên ngôi đầu của danh sách phim chiến tranh có doanh thu cao nhất ở Bắc Mỹ (không điều chỉnh lạm phát).
Đến cuối tuần thứ ba, American Sniper đã mở rộng đến 3.885 rạp (thêm 180 rạp nữa), phá vỡ kỷ lục của chính tác phẩm, trở thành là bộ phim xếp hạng R được phát hành rộng rãi nhất từ trước đến nay. Bộ phim đứng đầu phòng vé trong tuần thứ ba với doanh số 30,66 triệu USD, đây là tổng doanh thu cuối tuần Super Bowl cao thứ hai (sau Hannah Montana và Miley Cyrus: Buổi biểu diễn Điều tốt đẹp nhất của hai thế giới). Sau khi thống trị phòng vé trong ba lần cuối tuần liên tiếp, tác phẩm đã bị SpongeBob: Anh hùng lên cạn vượt mặt vào tuần thứ tư.

#### Lãnh thổ khác
Lính bắn tỉa Mỹ là bộ phim có tuần ra mắt thành công nhất của Clint Eastwood, rồi tiếp tục trở thành tác phẩm có doanh thu cao nhất mọi thời đại của vị đạo diễn tại mỗi quốc gia mà phim công chiếu. Tại Ý, phim mở màn ở vị trí thứ hai với 7,1 triệu USD, đây là doanh thu mở màn cao nhất mọi thời đại của Eastwood, ngoài ra cũng là bộ phim Hoa Kỳ phi thương hiệu của Warner Bros. thành công thứ hai tại nơi đây. Tác phẩm cũng đứng đầu phòng vé vào cuối tuần tiếp theo. Lính bắn tỉa Mỹ lập doanh thu mở màn cực kỳ thành công ở Pháp (6,3 triệu USD), nơi tác phẩm đứng đầu phòng vé trong bốn ngày cuối tuần liên tiếp, cũng như Úc (4,3 triệu USD, 4,6 triệu USD nếu tính cả bản xem trước), Vương quốc Anh, Ireland và Malta (3,8 triệu USD), Tây Ban Nha (3,2 triệu USD), Nhật Bản (2,8 triệu USD), Mexico (2,6 triệu USD), Brazil (1,8 triệu USD) và Hàn Quốc (1,2 triệu USD). Nói chung, những thị trường bội thu nhất của bộ phim là Ý (23 triệu USD) và Pháp (22,8 triệu USD).

### Đánh giá chuyên môn
Trên hệ thống tổng hợp kết quả đánh giá Rotten Tomatoes, bộ phim đạt tỉ lệ đồng thuận 72% dựa trên 294 bài đánh giá, với điểm số trung bình là 6,90/10. Các chuyên gia của trang web đồng tình, "Với sự tiếp sức từ khâu chỉ đạo chắc như đinh đóng cột của Clint Eastwood cùng màn trình diễn trọng tâm đầy hấp dẫn của Bradley Cooper, Lính bắn tỉa Mỹ đã mang đến một nét tôn vinh sống động, đầy căng thẳng về chủ đề mà tác phẩm khắc họa." Trên chuyên trang Metacritic, tác phẩm có số điểm trung bình là 72/100, dựa trên 48 nhà phê bình, cho thấy "những đánh giá chủ yếu thuận lợi". Trong những cuộc thăm dò do CinemaScore thực hiện vào tuần đầu công chiếu, khán giả đã cho Lính bắn tỉa Mỹ điểm "A+" hiếm hoi trên thang điểm từ A+ đến F.
Cây bút Todd McCarthy khi viết cho tờ The Hollywood Reporter đã bình luận: "Một câu chuyện căng thẳng, sống động và buồn bã về cuộc đời ngắn ngủi của một trong những tay thiện xạ cừ nhất trong quân sử Hoa Kỳ." Justin Chang thuộc Variety đã khen ngợi bộ phim, đồng thời nhận định "...một màn trình diễn xuất thần của Bradley Cooper, một cuộc nghiên cứu về nhân vật đầy đau khổ và rất ư sâu sắc này đã đưa ra cái nhìn khá phiến diện đối với những mất mát về cả thể chất lẫn tinh thần mà anh ấy phải chịu đựng ở tiền tuyến..." David Denby của The New Yorker thì nhìn nhận Lính bắn tỉa Mỹ một cách tích cực, cho rằng "Vừa là một bộ phim chiến tranh khốc liệt vừa là một bộ phim phản chiến tàn khốc, tác phẩm là lời tán tụng dành cho kỹ năng của một chiến binh, đồng thời cũng là một tiếng thở dài đầy muộn phiền về sự xa cách cũng như những nỗi đau của chàng trai ấy." Keith Phipps của The Dissolve nhận xét rằng bộ phim, dù được thực hiện rất tốt, song đã để tuột mất một cơ hội nhằm khám phá ra tổn thất mà những người lính phải hứng chịu khi đi theo cái "sứ mệnh" ấy. Chris Nashawaty của Entertainment Weekly đã cho bộ phim điểm C+, viết rằng "Tác phẩm chỉ đơn thuần là lặp lại những nhiệm vụ chiến đấu phi bối cảnh và các mục tiêu hời hợt." Elizabeth Weitzman của New York Daily News đã cho bộ phim bốn trên năm sao, bày tỏ rằng "Những bộ phim hay nhất luôn thay đổi không ngừng, đủ khôn ngoan và thành thật để mở lòng với khán giả. Lính bắn tỉa Mỹ [...] được xây dựng dựa trên cơ sở này về lòng trắc ẩn hiếm có." Kyle Smith của tờ New York Post đã cho tác phẩm 4 điểm tuyệt đối, nhận xét: "Sau 40 năm tiếp thu từ phản tuyên truyền Hollywood, chúng ta đều cho rằng chiến tranh nhất thiết phải tàn bạo và gây băng hoại, [...] nhưng Lính bắn tỉa Mỹ đã trình bày một trường hợp khác nữa, và đã làm điều đó một cách xuất sắc và tuyệt vời."
Peter Travers từ tạp chí Rolling Stone đã chấm bộ phim 3,5/4 sao, tóm tắt rằng "Bradley Cooper, người thủ vai lính Hải quân SEAL Chris Kyle, cùng đạo diễn Eastwood đã chào đón lòng yêu nước của Kyle bằng cách không phủ nhận những mất mát của anh ấy. Mục tiêu của họ rõ ràng đã nằm trong tầm mắt, và mục đích của họ là hoàn toàn đúng đắn." Ignatiy Vishnevetsky của The A.V. Club chấm cho tác phẩm điểm B, nói rằng "Lính bắn tỉa Mỹ có thể không hoàn hảo và đôi khi hơi ủy mị, nhưng tác phẩm cũng mâu thuẫn và phức tạp theo những cách rất riêng của Eastwood." James Berardinelli thuộc ReelViews đánh giá bộ phim 3,5/4 sao kèm theo lời bình "Lính bắn tỉa Mỹ đã đưa đạo diễn Clint Eastwood thoát khỏi sự ảm đạm, thứ đã hiện hữu trong những bộ phim gần đây của ông ấy." Rafer Guzman từ Newsday đã cho Lính bắn tỉa Mỹ ba trong số bốn sao, đồng thời ví Cooper như "một cỗ máy giết người của Mỹ trong cái nhìn tinh tường của Clint Eastwood về Chiến tranh Iraq." Kenneth Turan thuộc Los Angeles Times đã đưa ra bài đánh giá tích cực về tác phẩm, đồng thời nhận định "Các phân cảnh hành động được dàn dựng hoàn hảo của Eastwood khiến chúng ta bị cuốn vào cuộc hỗn chiến mà gần như không nhận ra rằng mình đang xem một bộ phim." Joshua Rothkopf của Time Out New York chấm cho bộ phim 4/5 sao, cùng với lời bình "Chỉ Clint Eastwood mới có thể thực hiện một tác phẩm về một cựu binh Chiến tranh Iraq và gieo rắc vào đó những nghi ngờ, lo lắng về sứ mệnh pha lẫn sự hủy hoại." Dean Obeidallah đã ca ngợi bộ phim, nhận xét "Mục đích trọng tâm của ông ấy [Clint Eastwood] không phải bàn về việc chúng ta đang chiến đấu với ai, mà là nhấn mạnh cái giá mà người Mỹ phải trả khi tiến hành chiến tranh, bất kể mục tiêu của nó là gì. Bộ phim là một hồi chuông cảnh báo người Mỹ về lý do tại sao chúng ta phải né tránh các cuộc xung đột. Tóm lại, đây không phải là một buổi lễ tưởng niệm cho việc tiến hành điều đó."
Lính bắn tỉa Mỹ đã thu hút một số ý kiến đánh giá trái chiều. Matt Taibbi, cũng đến từ Rolling Stone, cho rằng bộ phim đã biến những câu hỏi đạo đức phức tạp và những cuộc tắm máu trong chiến tranh Iraq thành một câu chuyện cổ tích đen trắng, mà không phơi bày bối cảnh lịch sử. Alex von Tunzelmann thuộc The Guardian lập luận rằng tác phẩm đã bày ra bức chân dung đen trắng đơn giản hóa về cuộc chiến Iraq, và điều này làm cho sự thật bị bóp méo thành những tin đồn thất thiệt dựa trên những huyền thoại trước đó. Cây bút của Salon là David Masciotra chỉ trích rằng bộ phim nhấn mạnh vào hình thể hơn là đạo đức can trường, lại còn xem nó như một đức tính đàn ông cao thượng nhất. Garett Reppenhagen, lính bắn tỉa thuộc Trinh sát Kỵ binh, cho biết anh không coi người dân Iraq là những tên mọi rợ, và rằng Lính bắn tỉa Mỹ đã bồi đắp thêm sự ngu dốt, sợ hãi và cố chấp về một phần của nền văn hóa thân thiện. Nhà quay phim Paul Edwards viết trên CounterPunch rằng ông tin Lính bắn tỉa Mỹ là bộ phim nguy hiểm do nhào nặng hành trình của người anh hùng kinh điển thành một cuộc thanh trừng rất đỗi giản đơn, bạo tàn và độc ác dành cho "bọn bất lương". Inkoo Kang từ TheWrap đã đưa ra bài bình luận trái chiều về bộ phim, nhận định "Đạo diễn Clint Eastwood đã tập trung vào Kyle quá khít khe, đến mức không có nhân vật nào khác, kể cả vợ Taya (Sienna Miller), xuất hiện với tư cách là một con người, đồng thời quy mô quá nhỏ hẹp khiến bộ phim chỉ gán ghép một cách hời hợt với nhiều vấn đề đạo đức xung quanh Chiến tranh Iraq." Ngoài ra, một số tờ báo khác cũng chỉ trích tác phẩm.
Lúc trả lời các nhà phê bình, Eastwood nói rằng Lính bắn tỉa Mỹ đã phơi bày "những gì mà [chiến tranh] gây ra đối với những người bị bỏ lại phía sau", cũng như trình bày "sự thật về những gì mà [chiến tranh] tác động đến gia đình và những người quay trở lại cuộc sống thường dân, như Chris Kyle đã làm" là "lời tuyên bố phản chiến lớn nhất mà bất kỳ bộ phim nào" có thể đưa ra. Ông nói thêm "Tôi đã lớn lên trong thế chiến thứ hai, và người ta cho rằng đó là dấu chấm hết của mọi cuộc chiến. Rồi 4 năm sau, tôi đứng ở bàn tuyển chọn của Uỷ ban quân dịch bắt buộc nhằm tuyển quân đưa đến Triều Tiên, rồi sau đó là Việt Nam, và điều này cứ tiếp diễn mãi mãi... Tôi chỉ tự hỏi rằng... liệu nó có bao giờ dừng lại hay chưa? Và, câu trả lời là không, không hề. Vì vậy, mỗi lần chúng ta đối mặt với những cuộc xung đột này, chúng ta cần phải suy nghĩ rất nhiều trước khi nhảy bổ vào hoặc vượt qua nó. Tôi nghĩ rằng cần phải suy nghĩ thật thấu đáo và kỹ càng cho điều đó."
Đệ nhất phu nhân Michelle Obama và cựu ứng cử viên phó tổng thống thuộc Đảng Cộng hòa Sarah Palin cũng lên tiếng ủng hộ bộ phim.

### Tính chính xác lịch sử
Một số nguồn tin lớn đã bình luận về độ chính xác của bộ phim, cũng như bàn về sự khác biệt của tác phẩm so với lời kể của Chris Kyle. Tay bắn tỉa đối phương Mustafa là một nhân vật chính trong phim nhưng chỉ được nhắc đến một phần nhỏ trong cuốn hồi ký; Kyle lưu ý: "Tôi chưa bao giờ nhìn thấy hắn ta, nhưng sau đó những lính bắn tỉa khác đã kết liễu một tay bắn tỉa Iraq mà chúng tôi nghi là hắn." Theo cuốn hồi ký, cái lần mà Kyle nổ súng ở khoảng cách 2100 thước Anh là để hạ gục một kẻ nổi dậy cầm súng phóng rocket, chứ không phải Mustafa. TIME cho biết, theo nhà biên kịch Jason Hall, Kyle đã nói về Mustafa như sau: "Thằng cha đó đã bắn bạn tôi. Thế nên tôi sẽ không đưa tên hắn vô cuốn sách của mình." Phân cảnh chiến đấu đầu tiên trong tác phẩm là lúc Kyle giết một cậu bé và người mẹ khi họ cố gắng dùng lựu đạn tấn công quân đội Mỹ; riêng cậu bé là nhân vật được bổ sung thêm vào bộ phim. Cốt chuyện của Lính bắn tỉa Mỹ cũng có nói về Ryan "Biggles" Job, một thành viên SEAL qua đời (do biến chứng từ một ca phẫu thuật trên khuôn mặt) tương đối sớm sau khi bị bắn ở Iraq, nhưng thực tế là anh ấy mất vào vài năm sau đó. Nhân vật "Đồ tể" được tạo ra để thêm vào bộ phim, mặc dù nhân vật này có thể dựa trên Abu Deraa và/hoặc Ahmad Hashim Abd al-Isawi. Trang blog Information Is Beautiful tuyên bố, khi tính đến khả năng phóng tác thì bộ phim có độ chính xác 56,9% nếu so sánh với các sự kiện có thực, đồng thời tóm lược rằng: "Rất nhiều sự kiện trong tác phẩm đã xảy ra, mặc dù sự góp mặt của Kyle trong các sự kiện đó đã bị phóng đại nhiều lần".

### Em bé giả
Một khía cạnh của bộ phim đã vấp phải những phản hồi tiêu cực, đó là việc tác phẩm sử dụng một con búp bê giả trong một phân cảnh, rõ ràng là nó giả tạo đến nỗi làm cho khán giả bị phân tâm. Trong ít nhất một buổi chiếu Lính bắn tỉa Mỹ trên phương tiện truyền thông, khán giả đã bật cười vì cách mà con búp bê xuất hiện. Khi thảo luận về triển vọng giành giải Oscar của bộ phim, nhà phê bình Dave Karger của Fandango nói đùa, "Lý do mà Lính bắn tỉa Mỹ không giành giải là vì em bé làm bằng nhựa." Đáp lại, biên kịch Jason Hall trả lời: "Tôi ghét việc phá hỏng cuộc vui, nhưng em bé (thật) số 1 thì bị sốt, còn em bé (thật) số 2 thì không xuất hiện. [Giả giọng Clint] 'Đưa con búp bê đây, nhóc.'"

### Danh sách top 10
Lính bắn tỉa Mỹ vinh dự nằm trong danh sách top 10 của nhiều phê bình gia.
- Hạng 1 – Kyle Smith, New York Post
- Hạng 3 – Ty Burr, Boston Globe
- Hạng 6 – Richard Brody, The New Yorker
- Hạng 6 – James Verniere, Boston Herald
- Hạng 7 – James Berardinelli, Reelviews
- Hạng 7 – Lou Lumenick, New York Post
- Hạng 8 – Mara Reinstein, Us Weekly
- Hạng 9 – Scott Feinberg, The Hollywood Reporter
- Hạng 9 – Elizabeth Weitzman, New York Daily News
- Hạng 10 – Scott Foundas, Variety
- Hạng 10 – People
- Top 10 (xếp theo thứ tự bảng chữ cái) – David Denby, The New Yorker
- Phim hay nhất năm 2014 (liệt kê theo thứ tự bảng chữ cái, không được xếp hạng) – Kenneth Turan, Los Angeles Times
- Phim hay nhất năm 2014 (liệt kê theo thứ tự bảng chữ cái, không được xếp hạng) – Manohla Dargis, The New York Times

### Phương tiện truyền thông
Lính bắn tỉa Mỹ được phát hành dưới dạng Blu-ray và DVD vào ngày 19 tháng 5 năm 2015.
Trong tuần phát hành phương tiện truyền thông gia đình đầu tiên ở Hoa Kỳ, bộ phim đã đứng đầu cả bảng xếp hạng Nielsen VideoScan First Alert khi tính cả doanh số bán đĩa tổng thể, cũng như bảng xếp hạng doanh số bán đĩa Blu-ray trong tuần hạ màn vào ngày 24 tháng 5 năm 2015.

## Thành tựu
| Giải thưởng                                           | Hạng mục                                                                 | Đề cử cho                                                                                    | Kết quả   | Chú thích       |
| ----------------------------------------------------- | ------------------------------------------------------------------------ | -------------------------------------------------------------------------------------------- | --------- | --------------- |
| Giải Oscar                                            | Phim hay nhất                                                            | Clint Eastwood, Robert Lorenz, Andrew Lazar, Bradley Cooper và Peter Morgan                  | Đề cử     | [ 138 ]         |
| Giải Oscar                                            | Nam diễn viên chính xuất sắc nhất                                        | Bradley Cooper                                                                               | Đề cử     | [ 138 ]         |
| Giải Oscar                                            | Kịch bản chuyển thể xuất sắc nhất                                        | Jason Hall                                                                                   | Đề cử     | [ 138 ]         |
| Giải Oscar                                            | Dựng phim xuất sắc nhất                                                  | Joel Cox và Gary D. Roach                                                                    | Đề cử     | [ 138 ]         |
| Giải Oscar                                            | Biên tập âm thanh xuất sắc nhất                                          | Alan Robert Murray và Bub Asman                                                              | Đoạt giải | [ 138 ]         |
| Giải Oscar                                            | Hòa âm hay nhất                                                          | John T. Reitz, Gregg Rudloff và Walt Martin                                                  | Đề cử     | [ 138 ]         |
| Giải thưởng Hiệp hội đạo diễn nghệ thuật              | Thiết kế sản xuất phim đương đại xuất sắc nhất                           | James J. Murakami, Charisse Cardenas                                                         | Đề cử     | [ 139 ]         |
| Giải ACE Eddie                                        | Phim chính kịch hay nhất                                                 | Joel Cox và Gary D. Roach                                                                    | Đề cử     | [ 140 ]         |
| Giải thưởng Viện phim Mỹ năm 2014                     | Top 10 bộ phim của năm                                                   |                                                                                              | Đoạt giải | [ 141 ]         |
| British Academy Film Awards                           | Kịch bản chuyển thể xuất sắc nhất                                        | Jason Hall                                                                                   | Đề cử     | [ 142 ]         |
| British Academy Film Awards                           | Âm thanh xuất sắc nhất                                                   | Walt Martin, John Reitz, Gregg Rudloff, Alan Robert Murray, Bub Asman                        | Đề cử     | [ 142 ]         |
| Giải Hiệp hội Âm thanh Điện ảnh                       | Thành tựu xuất sắc trong việc trộn âm thanh cho phim điện ảnh người đóng | Walt Martin, Gregg Rudloff, John Reitz, Robert Fernandez, Thomas J. O'Connell, James Ashwell | Đề cử     | [ 143 ]         |
| Giải Lựa chọn của giới phê bình điện ảnh              | Phim hành động hay nhất                                                  | Lính bắn tỉa Mỹ                                                                              | Đề cử     | [ 144 ]         |
| Giải Lựa chọn của giới phê bình điện ảnh              | Nam diễn viên phim hành động xuất sắc nhất                               | Bradley Cooper                                                                               | Đoạt giải | [ 144 ]         |
| Hiệp hội phê bình phim Denver                         | Phim hay nhất                                                            | Lính bắn tỉa Mỹ                                                                              | Đoạt giải | [ 145 ] [ 146 ] |
| Hiệp hội phê bình phim Denver                         | Đạo diễn xuất sắc nhất                                                   | Clint Eastwood                                                                               | Đề cử     | [ 145 ] [ 146 ] |
| Hiệp hội phê bình phim Denver                         | Nam diễn viên chính xuất sắc nhất                                        | Bradley Cooper (chia giải với Ralph Fiennes trong The Grand Budapest Hotel)                  | Đoạt giải | [ 145 ] [ 146 ] |
| Hiệp hội phê bình phim Denver                         | Nữ diễn viên phụ xuất sắc nhất                                           | Sienna Miller                                                                                | Đề cử     | [ 145 ] [ 146 ] |
| Hiệp hội phê bình phim Denver                         | Kịch bản chuyển thể xuất sắc nhất                                        | Jason Hall                                                                                   | Đề cử     | [ 145 ] [ 146 ] |
| Hiệp hội phê bình phim Denver                         | Quay phim xuất sắc nhất                                                  | Tom Stern                                                                                    | Đề cử     | [ 145 ] [ 146 ] |
| Giải thưởng của Hiệp hội Đạo diễn Mỹ                  | Đạo diễn phim điện ảnh xuất sắc nhất                                     | Clint Eastwood                                                                               | Đề cử     | [ 147 ]         |
| Giải Empire                                           | Nam diễn viên chính xuất sắc nhất                                        | Bradley Cooper                                                                               | Đề cử     | [ 148 ]         |
| Hội phê bình phim Iowa                                | Phim hay nhất                                                            | Lính bắn tỉa Mỹ (chia giải với A Most Violent Year)                                          | Đoạt giải | [ 149 ]         |
| Giải Cuộn dây vàng MPSE                               | Kỹ xảo/Foley trong phim tiếng Anh xuất sắc nhất                          | Bub Asman, Alan Robert Murray                                                                | Đoạt giải | [ 150 ]         |
| Giải Điện ảnh của MTV                                 | Bộ phim của năm                                                          | Lính bắn tỉa Mỹ                                                                              | Đề cử     | [ 151 ]         |
| Giải Điện ảnh của MTV                                 | Nam diễn viên chính xuất sắc nhất                                        | Bradley Cooper                                                                               | Đoạt giải | [ 151 ]         |
| Ủy ban Quốc gia về Phê bình Điện ảnh                  | Top 10 bộ phim                                                           | Lính bắn tỉa Mỹ                                                                              | Đoạt giải | [ 152 ]         |
| Ủy ban Quốc gia về Phê bình Điện ảnh                  | Đạo diễn xuất sắc nhất                                                   | Clint Eastwood                                                                               | Đoạt giải | [ 152 ]         |
| Giải thưởng của Hiệp hội các nhà sản xuất phim Hoa Kỳ | Phim chiếu rạp hay nhất                                                  | Bradley Cooper, Clint Eastwood, Andrew Lazar, Robert Lorenz, Peter Morgan                    | Đề cử     | [ 153 ]         |
| Giải Satellite                                        | Kịch bản chuyển thể xuất sắc nhất                                        | Jason Hall                                                                                   | Đề cử     |                 |
| Giải Satellite                                        | Dựng phim xuất sắc nhất                                                  | Gary Roach và Joel Cox                                                                       | Đề cử     |                 |
| Giải Sao Thổ                                          | Phim giật gân hay nhất                                                   | Lính bắn tỉa Mỹ                                                                              | Đề cử     |                 |
| Giải thưởng của Hiệp hội biên kịch Mỹ                 | Kịch bản chuyển thể xuất sắc nhất                                        | Jason Hall                                                                                   | Đề cử     | [ 154 ]         |